# Pixar Popcorn
Pixar Popcorn è una serie animata statunitense del 2021.
La serie è una raccolta di cortometraggi della durata di 2 minuti con personaggi appartenenti ai diversi franchise Pixar. È stata interamente pubblicata il 22 gennaio 2021 su Disney+.

## Episodi
| nº | Titolo originale                             | Titolo italiano                                   | Pubblicazione   |
| -- | -------------------------------------------- | ------------------------------------------------- | --------------- |
| 1  | To Fitness and Beyond                        | Verso il fitness e oltre                          | 22 gennaio 2021 |
| 2  | Unparalleled Parking                         | Parcheggio                                        | 22 gennaio 2021 |
| 3  | Dory Finding                                 | Le scoperte di Dory                               | 22 gennaio 2021 |
| 4  | Soul of the City                             | Il Soul della città                               | 22 gennaio 2021 |
| 5  | Fluffy Stuff with Ducky & Bunny: Love        | Parlando di fuffa con Ducky e Bunny               | 22 gennaio 2021 |
| 6  | Chore Day - The Incredibles Way              | Faccende di casa con Gli Incredibili              | 22 gennaio 2021 |
| 7  | A Day in the Life of the Dead                | Una giornata da defunto                           | 22 gennaio 2021 |
| 8  | Fluffy Stuff with Ducky & Bunny: Three Heads | Parlando di fuffa con Ducky e Bunny: Le tre teste | 22 gennaio 2021 |
| 9  | Dancing with the Cars                        | Ballando con le ruote                             | 22 gennaio 2021 |
| 10 | Cookie Num Num                               | Biscotto Gnam Gnam                                | 22 gennaio 2021 |